# تولید پاک‌تر
تولید پاک‌تر یک ابتکار پیشگیرانه حفاظت محیط زیست مخصوص شرکت‌ها است. هدف آن به کمینه‌سازی پسماندها و انتشار و به حداکثر رساندن خروجی محصول است. با تجزیه و تحلیل جریان مواد و انرژی در یک شرکت، فرد تلاش می‌کند تا از طریق راهبردهای کاهش منبع، گزینه‌هایی را برای به حداقل رساندن پسماندها و انتشار گازهای گلخانه‌ای از فرآیندهای صنعتی شناسایی کند. بهبود سازماندهی و فناوری به کاهش یا پیشنهاد انتخاب‌های بهتر در استفاده از مواد و انرژی و جلوگیری از پسماندها، تولید فاضلاب و انتشار گازها و همچنین اتلاف گرما و صدا کمک می‌کند. 
این موضوع در طی آماده سازی اجلاس ریو به عنوان برنامه محیط زیست سازمان ملل متحد و سازمان توسعه صنعتی ملل متحد تحت رهبری ژاکلین آلویسی د لاردرل، دستیار مدیر اجرایی سابق توسعه یافت.